# Karl Frengl
Karl Frengl (* 6. April 1860 in Klokočka; † 4. November 1919 in Tulln an der Donau) war ein böhmischer Jurist und Politiker.

## Leben
Als Sohn eines Forstmeisters geboren, studierte Frengl nach dem Besuch des Gymnasiums in Böhmisch Leipa Rechtswissenschaften in Prag. Während seines Studiums wurde er 1880 Mitglied der Burschenschaft Carolina Prag. 1885 wurde er zum Dr. iur. promoviert. Nach seinem Studium arbeitete er als Rechtsanwalt in Falkenau an der Eger. 1908 bis 1913 war er Abgeordneter im Böhmischen Landtag.